# Anielle Franco

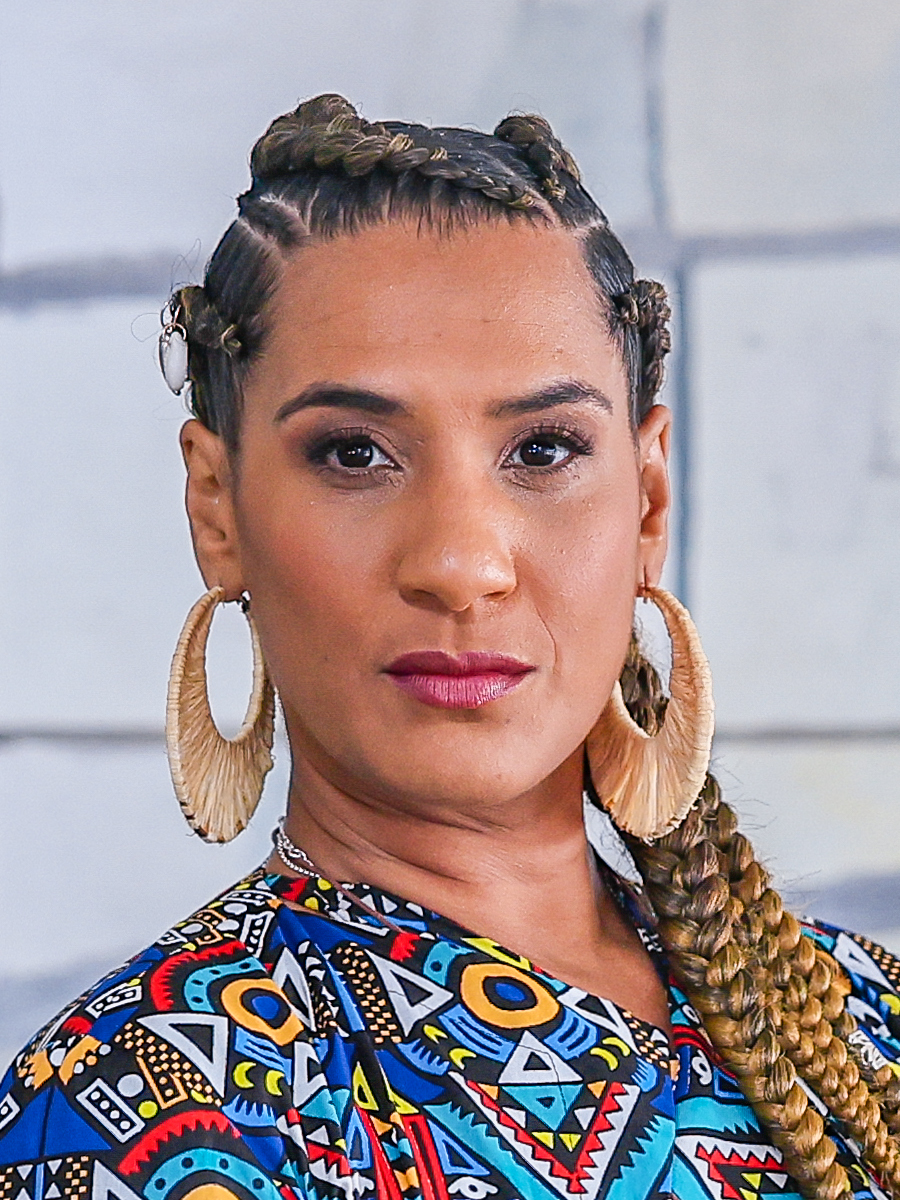
Anielle Franco (2023)

Anielle Francisco da Silva, besser bekannt als Anielle Franco, (* 3. Mai 1985 in Rio de Janeiro) ist eine brasilianische Pädagogin, Journalistin, Autorin und Aktivistin. Sie ist die Schwester der 2018 ermordeten Marielle Franco. Seit Januar 2023 gehört sie als Ministerin für Gleichstellung ethnischer Gruppen dem Kabinett von Luiz Inácio Lula da Silva an. 

## Leben
Anielle Franco wuchs in Maré auf, einer früheren Favela im Norden Rio de Janeiros, die 1994 in ein offizielles Stadtviertel umgewandelt wurde. Im Alter von acht Jahren begann sie Volleyball zu spielen und erreichte darin ein professionelles Niveau. Mit sechzehn erhielt sie dank ihrer sportlichen Leistungen ein Stipendium für die USA, das es ihr ermöglichte, dort zu spielen und zu studieren. Sie lebte zwölf Jahre lang in den USA, wo sie das Navarro College in Corsicana (Texas), die Louisiana Tech University, die North Carolina Central University und die Florida A&M University (Florida Agricultural and Mechanical University) besuchte. 
Franco erlangte einen Bachelor-Abschluss in Journalismus und Englisch von der North Carolina Central University, einen Bachelor-Abschluss in Englisch/Literatur der Universidade Federal do Rio de Janeiro (UFRJ), einen Master-Abschluss in Journalismus und Englisch von der Florida A&M University und einen Master-Abschluss in „Soziologie der ethnischen Beziehungen“ der UFRJ. Ab 2016 arbeitete sie in Rio als Englischlehrerin und begann, ihre ältere Schwester Marielle Franco, die gerade zur Stadträtin gewählt worden war, zu unterstützen, u. a. beim Verfassen von politischen Reden. Die Ermordung von Marielle im März 2018 veränderte ihr Leben nachhaltig.
Noch im Jahr des Verbrechens gründete sie mit ihrer Familie das Marielle-Franco-Institut, dessen Leitung sie als Direktorin übernahm. Die gemeinnützige Institution möchte u. a. die Aufklärung des Mordes an Marielle Franco erreichen und den Kampf für ihre Ziele fortsetzen.
Nachdem Lula da Silva 2022 die Präsidentschaftswahl gewonnen hatte, berief er Franco in sein Übergangskabinett, das entsprechend dem brasilianischen Gesetz zur Vorbereitung des Regierungswechsels gebildet wurde. Da sie in ihrer Arbeitsgruppe an Maßnahmen zum Schutz von Frauen arbeitete, wurde sie als Kandidatin für das Frauenministerium gehandelt, aber wegen Änderungen in der Zusammensetzung des 37-köpfigen Kabinetts wurde ihr zum Regierungsantritt am 1. Januar 2023 die Verantwortung für das bedeutendere Ressort für die Gleichstellung ethnischer Gruppen übertragen.
Im März 2023 wurde Anielle Franco als eine von zwölf Frauen auf die Liste der Women of the Year 2023 der Time aufgenommen.
Anielle Franco hat zwei Töchter. Den Vater der jüngeren Tochter, Carlos Frederico da Silva, heiratete sie am 27. Juli 2024, dem 45. Geburtstag ihrer ermordeten Schwester Marielle.